# コフキゾウムシ
コフキゾウムシ（粉吹象虫、Eugnathus distinctus）はクズの葉を食べる小型のゾウムシの一種である。

## 形態
体長は5mm程度でメスの方がやや大きい。一見緑色に見えるものが多いが、黒褐色の地肌に緑色の鱗粉を体一面に付けている。褐色の個体もある。他のゾウムシのように吻が長く伸びない。眼は丸くて黒い。鞘翅に細かい点々が縦に並ぶ。

## 生態
成虫は夏季にクズなどのマメ科植物の葉上に現れ、葉を食べて穴を開ける。近づくと葉の裏に回り込む。葉に白くて小さい卵を産み、幼虫は土中にもぐって根を食べて冬を越す。

## 分布
本州以南、韓国や台湾などの東アジアに生息。

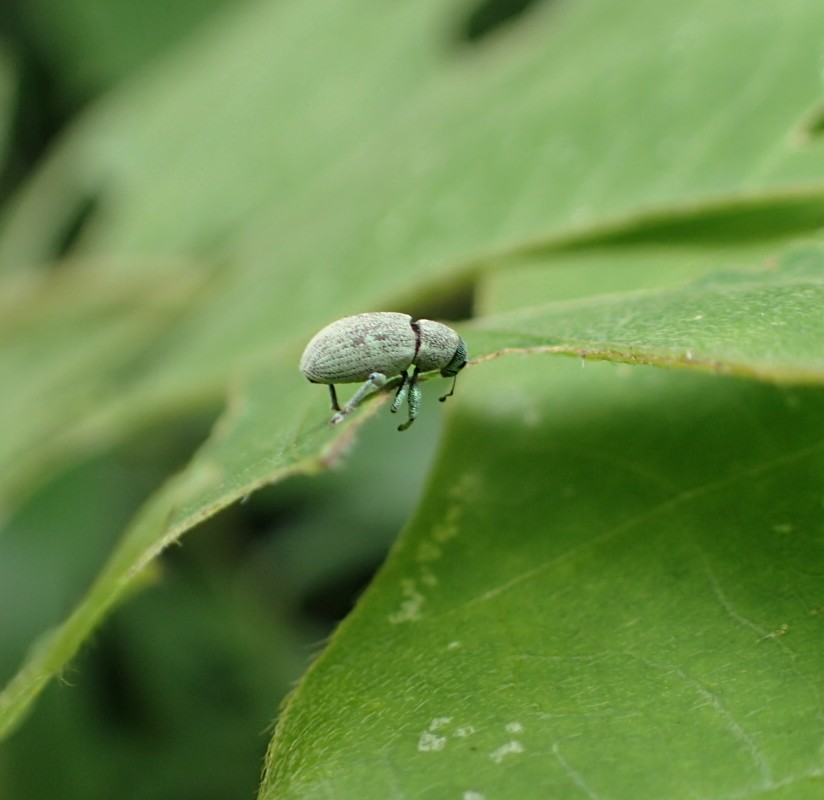
クズの葉を食べる
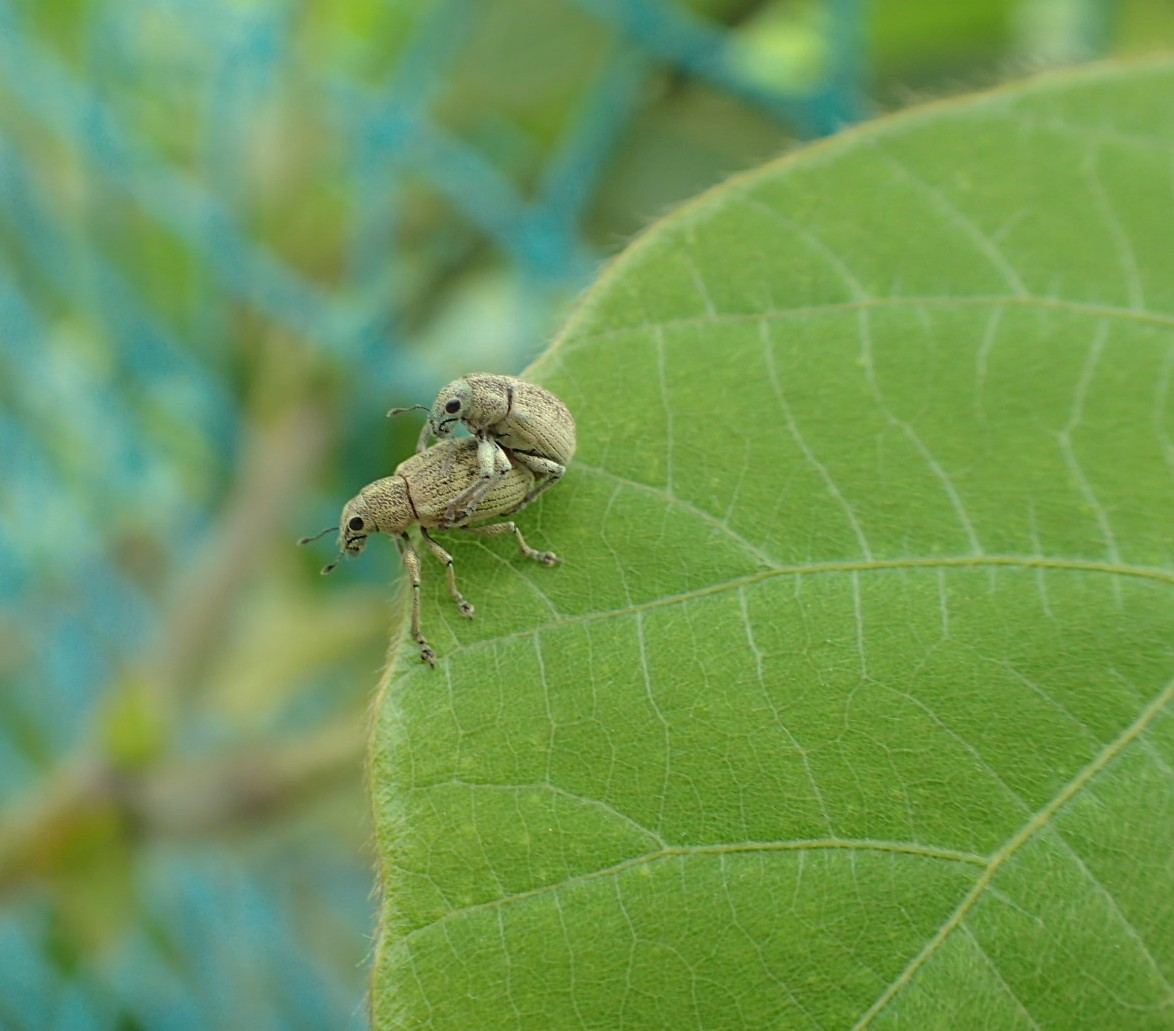
クズの葉の上で交尾

## 分類
クチブトゾウムシ亜科に属し、短吻類とも呼ばれる。下顎やメスの受精嚢の形が特徴的で、系統発生的にはチビコフキゾウムシ属Sitonaの中に含まれる。